# Zbigniew Szygenda
Zbigniew Szygenda (ur. 7 stycznia 1945 w Myśliborzu) – polski duchowny katolicki, Honorowy Prałat Jego Świątobliwości, wieloletni proboszcz parafii Najświętszego Zbawiciela we Włocławku i budowniczy kościoła parafialnego, Kapelan „Solidarności”, były duszpasterz wojskowych i policji, działacz kombatancki, wykładowca, muzykolog, dyrektor chóru i kaznodzieja.

## Życiorys

### Dzieciństwo i edukacja
Urodził się w rodzinie Władysława Szygendy i Marianny z Czerniejewskich. Jego ojciec był wiejskim kowalem, matka pochodziła z rodziny rolniczej. Szygendowie roztaczali działalność kulturową w Myśliborzu, m.in. prowadzili teatr ludowy przy miejscowym domu parafialnym. Swemu synowi wpoili miłość do Boga i Ojczyzny. W publikacji pt. Wiara rodzi się ze słuchania Zbigniew Szygenda przyznaje, że zapragnął zostać księdzem pod wpływem wrażenia, jakie wywarły na nim piękne kazania misyjne, które usłyszał uczęszczając w dzieciństwie na msze do kościoła św. Mateusza w Myśliborzu.
Uczęszczał do szkoły podstawowej w Radolinie. W 1958 roku wstąpił do Niższego Seminarium Duchownego we Włocławku. Na skutek likwidacji szkoły w 1961 roku, przeniósł się do Konina, gdzie w kolejnym roku zdał maturę. W tym samym roku rozpoczął 6-letnie studia filozoficzno-teologiczne na Wyższym Seminarium Duchownym we Włocławku.
23 czerwca 1968 roku otrzymał święcenia kapłańskie z rąk biskupa Antoniego Pawłowskiego w bazylice kolegiackiej Wniebowzięcia Najświętszej Maryi Panny w Kaliszu. Wspólnie z nim otrzymał święcenia m.in. ks. Kazimierz Rulka.

### Wikariat i studia
Pierwszą parafią, w której objął wikariat, była parafia św. Stanisława w Bytoniu. Pracował tu od 15 lipca 1968 roku do 29 czerwca 1971 roku. 30 czerwca 1971 roku przeniesiono go do parafii św. Wawrzyńca w Stolcu, gdzie przebywał do 30 kwietnia 1974 roku. Od 1 lipca 1974 roku do 15 czerwca 1975 roku był wikariuszem parafii Narodzenia Najświętszej Maryi Panny w Charłupii Małej.
W 1974 roku rozpoczął studia muzykologiczne na Akademii Teologii Katolickiej w Warszawie, które ukończył w 1978 roku. W trakcie studiów, w 1976 roku poznał księdza Jerzego Popiełuszkę, który w kilka lat później zostanie zamordowany na włocławskiej tamie. Młodzi księża spotykali się w weekendy. W przyszłości Szygenda, wzorem Jerzego Popiełuszki także zostanie kapelanem Solidarności. Później wiele przestrzeni w kościele Najświętszego Zbawiciela we Włocławku poświęci jego upamiętnieniu. Męczeństwo księdza będzie często przywoływane w kazaniach Szygendy.
Z uwagi na studia, w 1975 roku Szygenda przerwał swoją posługę jako wikariusz. W tym czasie doskonalił swój warsztat muzyczny, spędzając dwa miesiące w Paryżu i w opactwie św. Piotra w Solesmes, ośrodku odnowy śpiewu gregoriańskiego. W 1978 roku obronił pracę pt. Analiza źródłoznawcza Graduału Włocławskiego ms. 2 z Biblioteki Seminarium Duchownego we Włocławku, uzyskawszy stopień magistra muzykologii. Praca ta ukazała się drukiem w 1980 roku na łamach publikacji Muzyka religijna w Polsce. Materiały i studia, t. 4.
2 września 1978 roku powrócił do pracy duszpasterskiej, obejmując wikariat parafii Wniebowzięcia Najświętszej Maryi Panny w Lipnie, gdzie przebywał do 7 listopada tego roku. 8 listopada 1978 roku został wikariuszem parafii katedralnej Wniebowzięcia Najświętszej Maryi Panny we Włocławku, gdzie pozostał do 31 stycznia 1983 roku.

#### Kapelan Solidarności
Wikariat w parafii katedralnej we Włocławku zbiegł się w czasie z epoką Karnawału Solidarności i stanu wojennego. Ksiądz Szygenda roztoczył wówczas opiekę nad środowiskiem pracy we Włocławku. Od września 1980 roku do 13 grudnia 1981 roku był nieformalnym kapelanem Solidarności. Organizował w Katerze nabożeństwa solidarnościowe, podczas których wygłaszał patriotyczne kazania. Po ogłoszeniu stanu wojennego, pomagał organizować pomoc materialną dla rodzin aresztowanych i internowanych. Nie zaprzestał prowadzenia mszy w intencji ojczyzny i Solidarności. Organizował również koncerty, m.in. w Teatrze im. Horzycy w Toruniu.
Za działalność z lat 1980–1983 był represjonowany przez Służbę Bezpieczeństwa. W 1982 roku Naczelna Prokuratura Wojskowa w Warszawie założyła akta nadzoru ks. Szygendy, oskarżonego o przestępstwo z art. 48 dekretu o stanie wojennym, dotyczące wygłaszania kazań „zawierających fałszywe wiadomości mogące wywołać niepokój publiczny lub rozruchy w kościele katedralnym we Włocławku 14 lutego i 20 lipca 1982 r.”. W 1983 roku w Sądzie Wojskowym w Bydgoszczy odbył się jego proces. Został skazany na rok pozbawienia wolności w zawieszeniu na dwa lata oraz na karę grzywny w wysokości 50 tysięcy złotych. Wyrok ten umorzono przez Sąd Najwyższy w Warszawie. W 1991 roku odbył się proces rewizyjny (z urzędu), postanowieniem którego wyrok ten anulowano.
W 1985 roku Wydział IV Wojewódzkiego Urzędu Spraw Wewnętrznych we Włocławku umieścił ks. Zbigniewa Szygendę na liście osób przewidzianych do internowania w ramach planu obrony PM-77.
W latach 1988–1989 współpracował z Tajną Komisją Koordynacyjną Tymczasowego Zarządu Regionu Solidarności we Włocławku. Udostępnił wtedy dom parafialny przy kościele Najświętszego Zbawiciela we Włocławku na miejsce spotkań opozycjonistów.
Po objęciu probostwa parafii Najświętszego Zbawiciela we Włocławku w 1988 roku, przez kolejne dwa lata odprawiał w nim msze za Ojczyznę w każdą ostatnią niedzielę miesiąca. W 1989 roku sprzedawał w parafialnym kiosku książki drugiego obiegu, które po upadku cenzury straciły na zainteresowaniu.

### Proboszcz na Rózinowie i w Chodczu
Od 1 lutego 1983 roku do 21 stycznia 1986 roku ks. Zbigniew Szygenda był proboszczem parafii Chrystusa Króla we włocławskim Rózinowie. Przeprowadził wówczas reorganizację prezbiterium kościoła. Od 22 stycznia 1986 roku do 29 czerwca 1988 roku był proboszczem parafii św. Dominika w Chodczu. Dokonał tu konserwacji witraży i remontu organów.

### Proboszcz parafii Najświętszego Zbawiciela we Włocławku

#### Budowa i wyposażenie kościoła

##### Dokończenie budowy

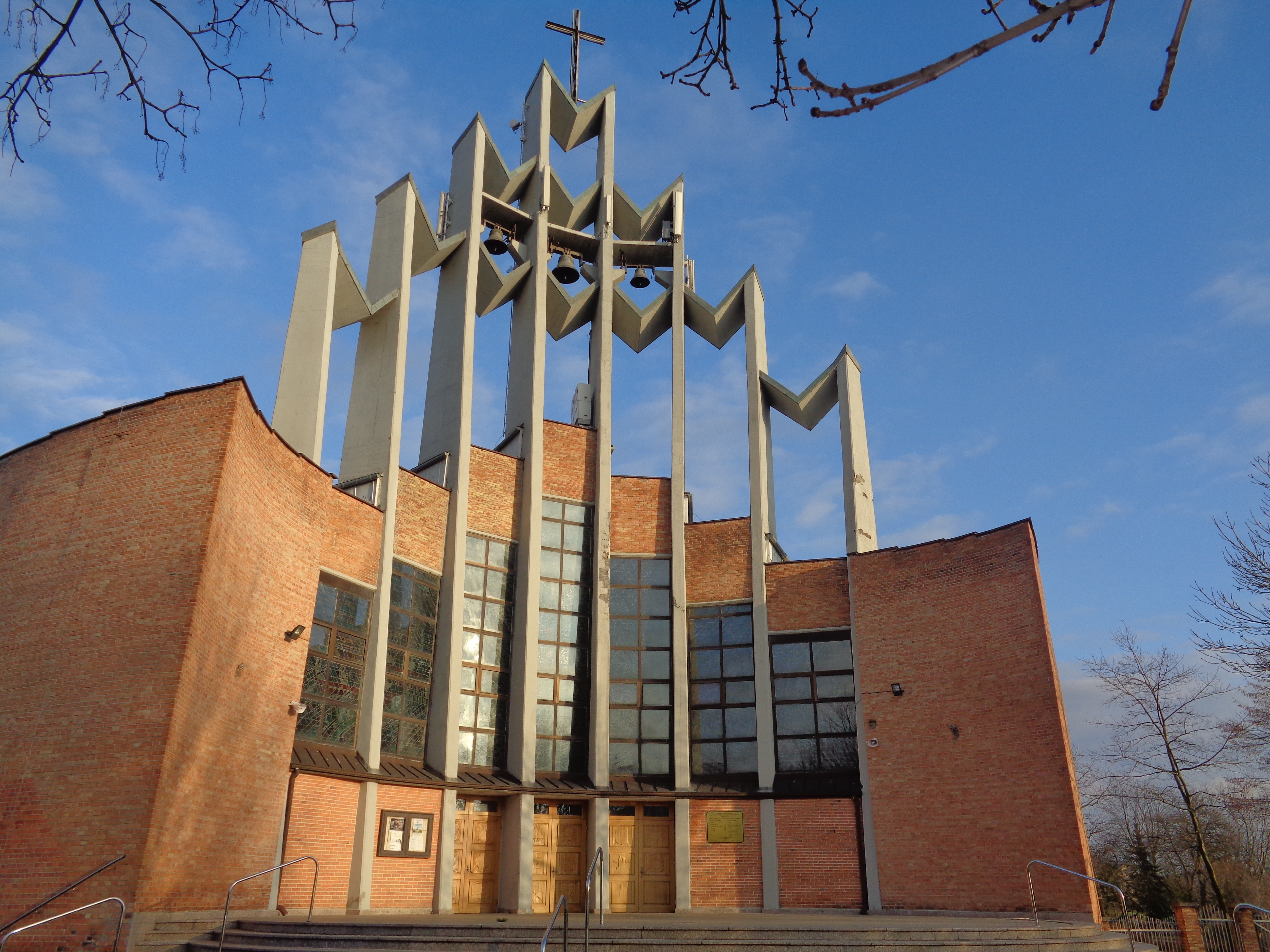
Front gmachu kościoła Najświętszego Zbawiciela we Włocławku

30 czerwca 1988 roku biskup Henryk Muszyński mianował ks. Zbigniewa Szygendę proboszczem parafii Najświętszego Zbawiciela we Włocławku.
Pierwszym zadaniem, przed jakim stanął ks. Szygenda było dokończenie budowy nowego kościoła parafialnego. W 1983 roku poprzednik ks. Szygendy, ks. proboszcz Feliks Gruse wraz ze swoim bliskim współpracownikiem ks. wikariuszem Stanisławem Płaszczykiem rozpoczął budowę gmachu, usytuowanego w Parku im. Władysława Łokietka. Równocześnie funkcjonowała jeszcze kaplica przy ul. Jagiellońskiej, działająca niemal od początków istnienia Parafii.
Jedną z pierwszych decyzji ks. Szygendy jako proboszcza było całkowite przeniesienie nabożeństw do nowego kościoła w dniu 1 września 1988 roku, pomimo że pozostawał on jeszcze wtedy w stanie surowym (np. dach kościoła ukończono dopiero pod koniec roku). W latach 1988–1989 zreorganizował budynek administracyjno-mieszkalny przy kościele, wygospodarowując część pomieszczeń przeznaczonych na sale katechetyczne na potrzeby Diecezjalnego Studium Organistowskiego, przeniesionego do tej parafii. Więcej pomieszczeń wygospodarowano na cele mieszkaniowe.
Ks. Szygenda proponował zmiany w planie budowy kościoła, które jednak nie zostały przyjęte. Polegałyby one m.in. na likwidacji łącznika między kościołem a plebanią i przeniesienie zakrystii do pomieszczenia w pobliżu wejścia do kościoła. Dzięki temu rozpoczęcie każdej mszy odbywałoby się poprzez wejście procesjonalne. W obliczu braku zgody na zmianę planu, doprowadził do budowy łącznika i zakrystii w latach 1989–1990. W tym samym czasie urządzono wnętrze Świątyni, obejmujące m.in. wyodrębnienie prezbiterium i wzniesienie ściany ołtarzowej. W 2001 roku wykonano nowoczesną kotłownię, zapewniającą kościołowi ogrzewanie niezależne od miejskiej sieci ciepłowniczej. W latach 2007–2008 przeprowadził zburzenie starych schodów prowadzących do kościoła i wykonanie nowych, obłożonych następnie granitem. Stanowią one wotum za jubileusz 50-lecia istnienia parafii.
Po ukończeniu budowy, ks. Szygenda doprowadził do sprzedaży dawnej kaplicy parafialnej przy ul. Jagiellońskiej, która w latach 1988–1994 uległa dewastacji z braku nadzoru (w tym czasie dzierżawiła ją firma pogrzebowa Pascha). Wraz z kaplicą sprzedano sąsiadujące z nią budynki gospodarcze i parafialne. Nabywcą była Spółdzielnia Mieszkaniowa Ursus, która w kolejnym roku zburzyła kaplicę.

##### Wyposażenie wnętrza i otoczenie kościoła

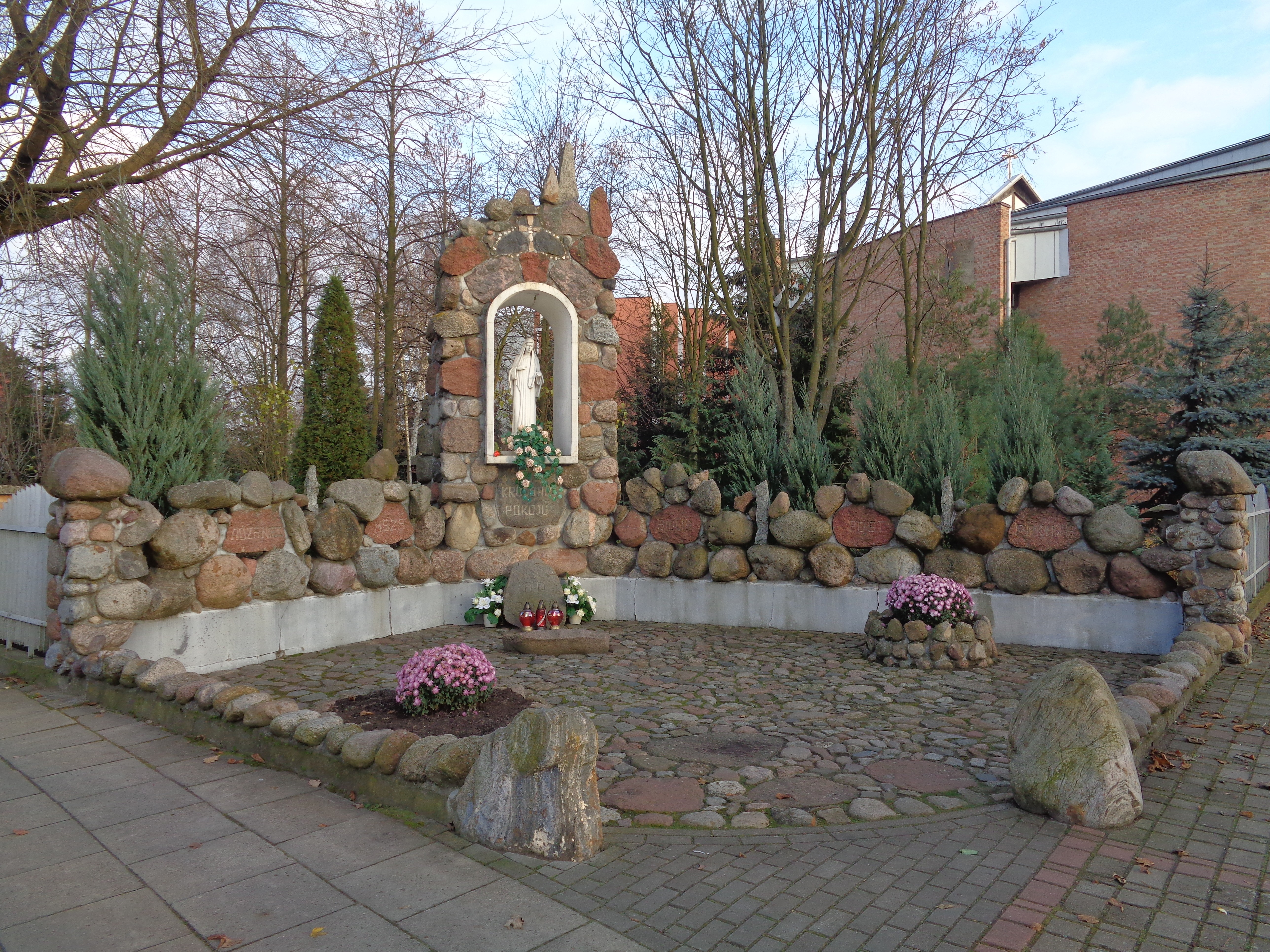
Ks. Szygenda był pomysłodawcą utworzenia Groty Matki Bożej Królowej Pokoju na przykościelnym parkingu

Po ukończeniu budowy kościoła, ks. Szygenda stanął przed zadaniem urządzenia jego wnętrza. Gmach pozostawał w stanie surowym, wobec czego aranżacja wystroju zależała w całości od nowego proboszcza.
Na projektanta wnętrza kościoła zatrudnił ks. Tadeusza Furdynę. W opinii proboszcza, dzięki jego pracy wystrój świątyni jest spójny i tworzy niepowtarzalną atmosferę. W zamyśle ks. Furdyny i Szygendy, liczne elementy wystroju wykonano w ceramice. Dzieło to zlecono włocławskiemu artyście Antoniemu Bisadze, silnie związanemu z życiem parafii. Dziełem Bisagi i projektu Furdyny jest m.in. najbardziej charakterystyczny element wnętrza kościoła, tj. wysoka ściana ołtarzowa z licznymi rzeźbami nawiązującymi do wiary w Zmartwychwstanie Chrystusa. Kamienne elementy wyposażenia wnętrza, takie jak część ołtarza, chrzcielnica i prezbiterium wykonał Tadeusz Sidor z Włocławka, zaś witraże wg projektu ks. Furdyny wykonał w latach 1997–1998 Marek Poczwardowski z Inowrocławia.
Zbigniew Szygenda był pomysłodawcą wykonania tzw. Filaru Wielkich Polaków, stanowiącego dziś istotny element wystroju wnętrza Świątyni. Są to trzy ceramiczne płaskorzeźby wykonane w latach 1994–2006 i zamontowane na filarze po lewej stronie od wejścia kościoła, przedstawiające sylwetki trzech wielkich kapłanów związanych z Włocławkiem. Ci kapłani to: zamordowany we Włocławku ks. Jerzy Popiełuszko, papież Jan Paweł II, który w 1991 roku nawiedził Włocławek podczas IV pielgrzymi do Polski i wychowanek miejscowego seminarium kardynał Stefan Wyszyński. Imiona wspomnianych Polaków noszą też trzy dzwony kościoła, zamontowane w 1995 roku.
W 1996 roku ks. Szygenda zorganizował w jednym z pomieszczeń piwnicznych kościoła kaplicę przedpogrzebową Memento Mori, funkcjonującą do dziś. Wiele elementów wyposażenia kaplicy pochodzą z dawnej kaplicy parafialnej przy ul. Jagiellońskiej, czyniąc z kaplicy przedpogrzebowej niejako pamiątkę po pierwotnej Świątyni parafialnej.
Zbigniew Szygenda zadbał, by zaaranżować otoczenie kościoła Najświętszego Zbawiciela we Włocławku. Najbardziej charakterystycznym elementem otoczenia kościoła jest Pomnik Armii Krajowej we Włocławku, o czym wspomniano w podrozdziale Duszpasterz Wojskowych, oraz Grota Matki Bożej Królowej Pokoju, wzniesiona w 2004 roku. Figura w grocie nawiązuje do przedstawienia Matki Boskiej objawionej w Medziugorie, gdzie w 2003 r. ksiądz Szygenda wraz z grupą parafian odbył pielgrzymkę. W 1997 roku przed wejściem do domu parafialnego umieszczono figurę Chrystusa Dobrego Pasterza. Twarz Chrystusa przypomina twarz papieża Jana Pawła II. Zarówno figura pasterza, jak i grota zostały zaprojektowane i wykonane przez Antoniego Bisagę.

#### Życie parafii
Ksiądz Szygenda doprowadził do reorganizacji podziału parafii we Włocławku, składając w tej sprawie wniosek do biskupa Muszyńskiego w 1990 roku. Po wysłuchaniu opinii ks. Szygendy i proboszczów sąsiadującym z jego parafiami św. Jana Chrzciciela i Najświętszego Serca Jezusowego, biskup dokonał rozszerzenia parafii Najświętszego Zbawiciela.
W kościele Najświętszego Zbawiciela we Włocławku działają liczne grupy modlitewne i apostolskie, mające oparcie w postaci proboszcza. Część z nich działała już wcześniej. Te, które powstały w czasach proboszcza Szygendy to m.in. Klub Biblijny, Akcja Katolicka, Caritas Parafialna im. ks. Jerzego Popiełuszki, Koło Anonimów Alkoholików, Duszpasterstwo Niepełnosprawnych i Świetlica Środowiskowa.
Zdaniem ks. Zbigniewa Szygendy, imprezy kulturalne pełnią ważną rolę w szeroko rozumianej działalności duszpasterskiej. Z tego powodu, parafia pod jego kierownictwem jest miejscem licznych wydarzeń kulturalnych. Najczęściej są to programy słowno-muzyczne, prezentowane z okazji różnych Świąt, często z udziałem uczniów ze Szkoły Podstawowej nr 14 im. Marszałka Józefa Piłsudskiego we Włocławku, która leży na terenie parafii. Kościół odwiedzali aktorzy zawodowi, np. z Teatru im. Horzycy w Toruniu.
Pod koniec lat 80., w salach katechetycznych parafii emitowano filmy o tematyce religijnej. W latach 1989–1991 w Świątyni odbywały się wystawy artystyczne lokalnych twórców, prezentowane w ramach cyklu Włocławscy artyści w kościele Zbawiciela. Swoje prace wystawili wtedy m.in. Stanisław Zagajewski, Jerzy Puciata, Tadeusz Furdyna czy Antoni Bisaga. Organizowano także wystawy o tematyce historycznej.
Z uwagi na osobiste zainteresowania księdza proboszcza, szczególną rolę w życiu parafii pełni oprawa muzyczna. Na co dzień, oprawą muzyczną w kościele zajmuje się wykwalifikowany organista. Z tej racji, ksiądz Szygenda zainstalował w kościele organy piszczałkowe wysokiej jakości. Jest to instrument zbudowany w 1954 roku w fabryce Gebr. Spath, Ennetach-Mengen, podarowany w 1998 roku za pośrednictwem ks. Witolda Burego przez parafię Chrystusa Króla w niemieckim Alsfeld. Proboszcz zadbał o prace konserwatorskie przy instrumencie oraz zastąpienie brakujących i zużytych elementów nowymi. Do 1989 roku kościół używał świeckich instrumentów elektronicznych i fisharmonii. W latach 1989–1999 używano 41-głosowych cyfrowych organów wyprodukowanych przez firmę Eminent z Holandii.
W parafii odbywają się liczne koncerty cykliczne i okazjonalne. Są to występy solistów, orkiestr i szczególnie bliskich proboszczowi chórów. Pod opieką ks. Zbigniewa Szygendy, parafia Najświętszego Zbawiciela we Włocławku stała się ważnym w regionie ośrodkiem propagowania muzyki chóralnej. Wkład ten opisano w rozdziale pt. Działalność muzyczna.

##### Duszpasterz wojskowych i policji

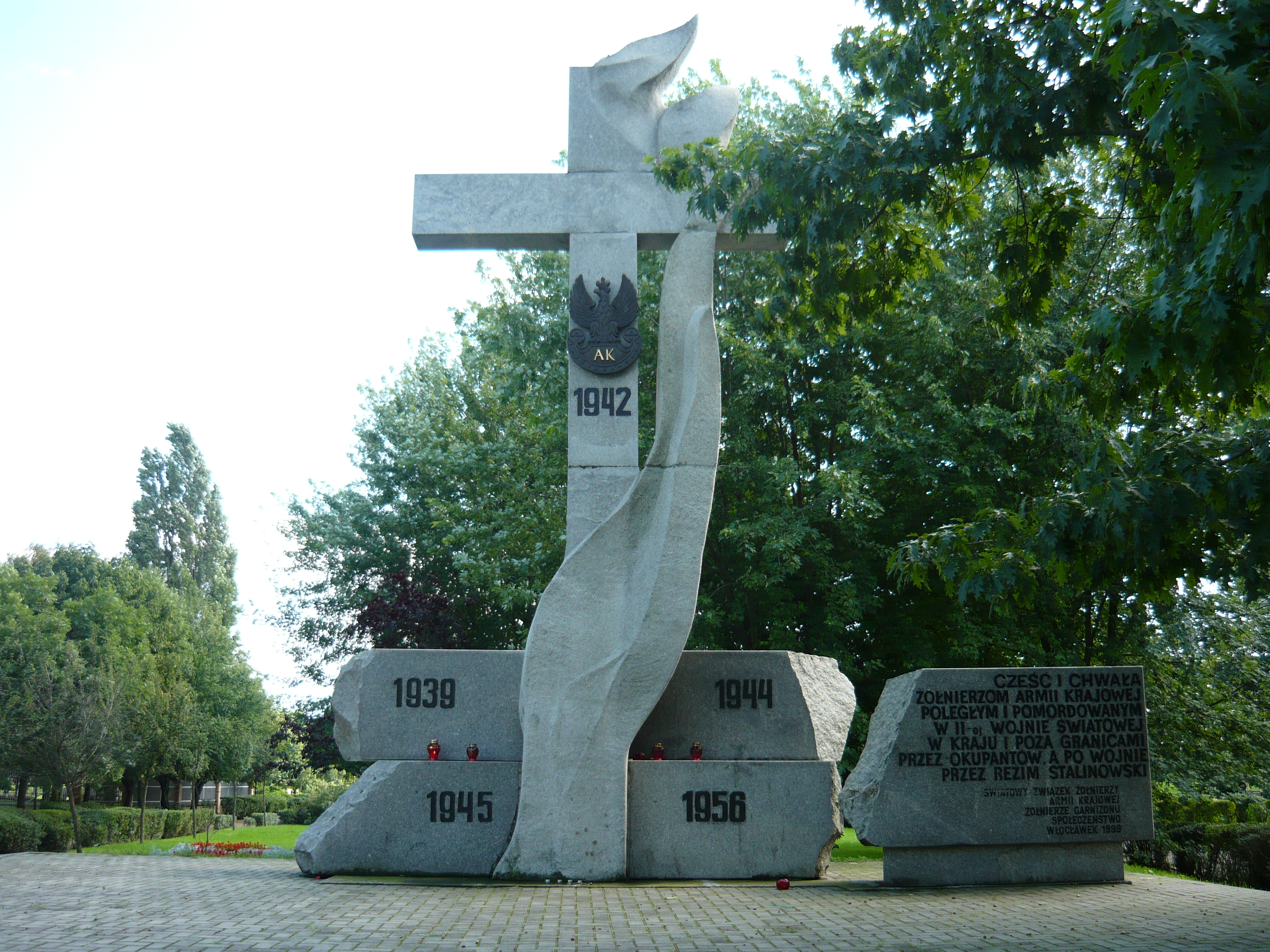
Pomnik Armii Krajowej we Włocławku powstał dzięki osobistej interwencji ks. Szygendy

15 grudnia 1992 roku biskup polowy Sławoj Leszek Głódź, zasięgnąwszy opinii biskupa Bronisława Dembowskiego, mianował ks. Szygendę duszpasterzem wojskowym we Włocławku i kapelanem miejscowego garnizonu. Wcześniej duszpasterstwo wojskowe było sprawowane przez księży orionistów z parafii Najświętszego Serca Jezusowego, którzy zrezygnowali z tej posługi. Parafia Najświętszego Zbawiciela pełniła ją do 2002 roku, kiedy to kres jej działalności położyło przeniesienie ostatniego stacjonującego w mieście pułku do Chełmna. W praktyce parafia Najświętszego Zbawiciela była związana z kombatantami już od czasów PRL-u. Brali oni aktywny udział w życiu parafii, w latach 80. pomagali przy budowie nowego kościoła.
18 stycznia 1993 roku minister obrony narodowej Janusz Onyszkiewicz nadał ks. Szygendzie stopień kapitana. 8 listopada 1999 roku awansowano go na majora, a 11 listopada 2002 roku – na podpułkownika.
Ksiądz Szygenda poświęcił część przestrzeni wnętrza kościoła na rzecz upamiętnienia włocławskich wojskowych. W 2002 roku Antoni Bisaga wykonał ceramiczny ołtarz Matki Bożej Częstochowskiej Hetmanki Żołnierza Polskiego, upamiętniający 10 lat działalności duszpasterstwa wojskowego w tej parafii. W 2004 roku obok ołtarza zamontowano gablotę, w której włocławscy żołnierze składają swoje medale i odznaczenia jako wota za opiekę Matki Bożej nad ich żołnierską służbą. Obecnie znajdują się tu odznaczenia pochodzące z czasów od wojny polsko-bolszewickiej po XXI wiek, w tym odznaczenia samego ks. Szygendy i jego ojca Władysława.
W kościele znajduje się kilka tablic pamiątkowych związanych z kombatantami i wojskowymi. Upamiętniają one: poległych, pomordowanych i prześladowanych żołnierzy Armii Krajowej; żołnierzy włocławskich jednostek wojskowych: 3 Pułku Saperów Wileńskich (włocławski pułk kontynuował tradycje tegoż), 3 Brygady Pontonowo-Mostowej i 3 (1) Włocławskiego Pułk Pontonowego, którzy polegli na wojnie i podczas rozminowywania kraju; represjonowanych żołnierzy-górników okręgu Włocławek; zmarłych inwalidów wojennych w rocznicę powstania Związku Inwalidów Wojennych Oddziału Włocławek oraz zmarłych działaczy harcerskich Włocławka i okolic. Odrębną tablicę pamiątkową poświęcono podpułkownikowi Mieczysławowi Teodorczykowi, żołnierzowi 14 Pułku Piechoty Ziemi Kujawskiej i Armii Krajowej, komendantowi Polskiej Organizacji Zbrojnej na Kujawach, ziemi dobrzyńskiej i Mazowszu, więźniowi gestapo zamordowanemu w Pomiechówku.
W latach 1998–2000 zbudowano Pomnik Armii Krajowej we Włocławku, umiejscowiony na terenie Parku im. Władysława Łokietka, tuż obok kościoła. Jego budowa była wstrzymywana przez ówczesne władze miasta. Impas ten przełamał ks. Zbigniew Szygenda. Zadzwonił do ówczesnego prezydenta miasta Stanisława Wawrzonkoskiego i w zdecydowanych słowach zażądał wydania zgody na budowę pomnika. Jednocześnie oświadczył, że w przeciwnym razie pomnik powstanie na terenie należącym do kościoła, bez względu na wydanie przez miasto zgody. Następnego dnia po rozmowie, prezydent wydał zezwolił na budowę pomnika w Parku Łokietka.

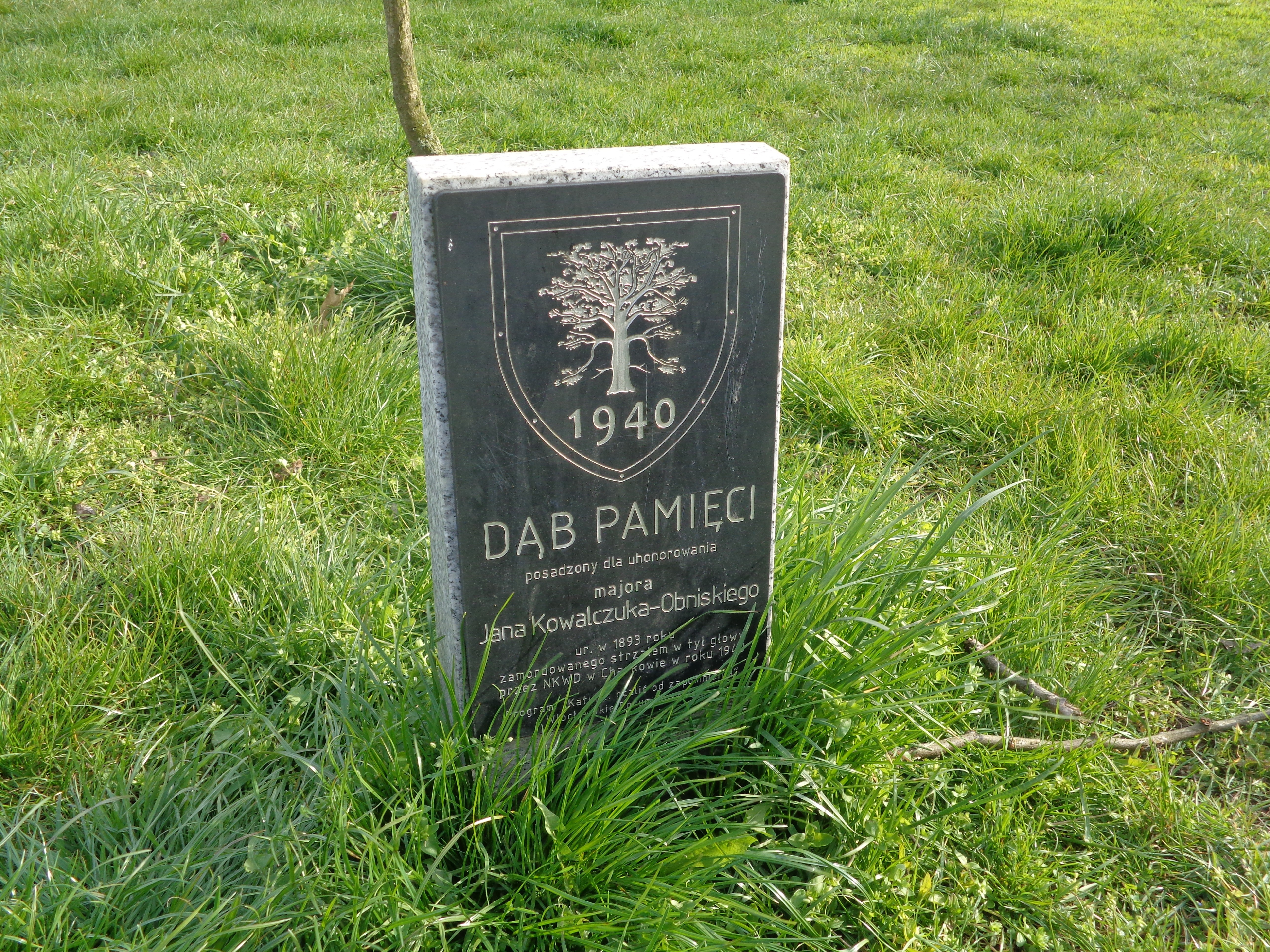
Tablica pamiątkowa przy Dębie Pamięci Jana Kowalczuka

W 1993 roku ks. Szygenda wraz z dowódcą 3 Pułku Pontonowego ppłk Stanisławem Białkiem otworzyli izbę modlitwy w koszarach przy ul. Żytniej. W 1994 r. uczestniczył w odsłonięciu zmodernizowanego Pomnika Żołnierza Polskiego na placu Wolności we Włocławku. W 2002 r. zaś towarzyszył przeniesieniu żołnierzy 3 Pułku Drogowo-Mostowego z Włocławka do Chełmna, co było równoznaczne z zakończeniem posługi duszpasterstwa wojskowego w tej parafii.
Po 2002 r. ks. Szygenda nadal roztaczał opiekę nad włocławskimi kombatantami, a obecnie krzewi pamięć o nich. 13 kwietnia 2010 r., w ramach akcji zorganizowanej przez Włocławskie Forum Rozwoju, zasadził w Parku im. Władysława Łokietka pierwsze we Włocławku dęby pamięci, poświęcone pamięci Jana Kowalczuka, Longina Gołębiewskiego i Artura Lameckiego.
W 2005 roku biskup Wiesław Mering nadał ks. Szygendzie kierownictwo duszpasterstwa policji miasta i diecezji Włocławka, którą to pełnił do 2008 roku.

### Emerytura
29 maja 2020 r. biskup Wiesław Mering podjął decyzję, że z dniem 1 lipca ks. Szygenda odchodzi na emeryturę. Jego następcą na stanowisku proboszcza parafii Najświętszego Zbawiciela został ks. Sławomir Świerad Pettke, były generał zakonu braci Pocieszycieli, którzy prowadzą Parafię pw. Matki Bożej Fatimskiej we Włocławku. 28 czerwca odbyła się uroczysta msza dziękczynno-pożegnalna, a jej oprawę muzyczną tworzyli śpiewak Aleksander Kamedluski, absolwent Mediolańskiej Szkoły Wokalnej, były organista parafii Zbigniew Wiśniewski oraz orkiestra dęta pod batutą Grzegorza Augustynowicza. Rada Parafialna wydała z tej okazji album okolicznościowy. Na emeryturze ks. Szygenda zamieszkał w Domu Księży Emerytów im. Dobrego Pasterza przy ul. Kościuszki 16c w Ciechocinku.

## Działalność muzyczna
Związek Zbigniewa Szygendy z muzyką datuje się od czasu nauki w Niższym Seminarium Duchownym we Włocławku, kiedy to został delegowany do gry na fisharmonii w miejscowej kaplicy. Sztuki tej uczył go ks. Władysław Mroziński. Wkrótce przystąpił do zespołu akordeonistów ks. Mrozińskiego. Uczęszczał również na lekcje śpiewu, prowadzone przez Pawła Bojakowskiego.
Jako alumn Wyższego Seminarium Duchownego był członkiem chóru kleryckiego i organistą seminaryjnym. Następnie pomagał wykładowcy śpiewu ks. Tadeuszowi Guzendzie w prowadzeniu chóru kleryckiego i katedrlanego.
W każdej kolejnej parafii, w której pracowało jako wikariusz w latach 1968–1974, zakładał chóry i schole liturgiczne. Jako proboszcz parafii na Rózinowie założył chór mieszany „Pro Anima”, zaś jako proboszcz w Chodczu – chór „Dominicantes”.
W latach 1977–2002 prowadził zajęcia muzyczne na Wyższym Seminarium Duchownym we Włocławku. W tym czasie był dyrygentem chóru seminaryjnego „Cantores Vladislavienses”. W latach 1974–1977 prowadził chór bazyliki katedralnej Wniebowzięcia Najświętszej Maryi Panny we Włocławku. W tym czasie założył też w katedrze nową scholę liturgiczną Kyrie. W 1978 roku ponownie objął prowadzenie chóru katedralnego, już jako wikariusz parafii. Prowadził go do 1983 roku.
W 1979 roku został członkiem Sekcji Muzyki kościelnej przy Konferencji Episkopatu Polski. W kolejnym roku został członkiem diecezjalnej Komisji Muzyki Sakralnej. Później był wiceprzewodniczącym tej Komisji. Był również członkiem Stowarzyszenia Polskich Muzyków kościelnych.
W 1980 roku ks. Szygenda wystąpił do biskupa Jana Zaręby z prośbą o zorganizowanie Diecezjalnego Studium Organistowskiego. Była to odpowiedź na postępujące obniżenie poziomu oprawy muzycznej w kościołach diecezji włocławskiej, które nastąpiło po zamknięciu przez władze komunistyczne Salezjańskiej Szkoły Organistowskiej w Przemyślu w 1963 roku. Studium to rozpoczęło działalność we wrześniu 1980 roku pod nazwą Diecezjalny Ośrodek Kształcenia Organistów. W 1989 roku przekształcono je w Diecezjalne Studium Organistowskie we Włocławku. 8 kwietnia 1989 roku, staraniem ks. Szygendy, DSO przeniesiono do Parafii Najświętszego Zbawiciela we Włocławku. Sale wykładowe zorganizowano w Domu Parafialnym. W ramach DSO oferowano naukę gry na organach i fortepianie oraz zajęcia teoretyczne. Absolwenci mogli uzyskać dyplom organisty I lub II stopnia. Do 2008 roku otrzymało je 187 osób. Ksiądz Szygenda pozostawał dyrektorem DSO aż do 2013 roku, kiedy to przeniesiono je do Parafii św. Stanisława we Włocławku.
Od czasu objęcia przez niego probostwa w parafii Najświętszego Zbawiciela we Włocławku, jego działalność na polu muzycznym jest ściśle związania z życiem prowadzonego przez niego kościoła. W 1989 roku ks. Szygenda założył w parafii chór Włocławski Zespół Wokalny „Pro Anima”, działający do 1995 roku. W jego miejsce powstała męska grupa chorałowa, działająca do 2000 roku.
Od 1990 roku odbywa się tu Diecezjalny Przegląd Chórów, który z czasem rozszerzył się na pozostałe diecezje. Od 1991 roku odbywają się koncerty z cyklu Jesienne Koncerty Organowe. W ostatnią niedzielę stycznia odbywają się Świąteczne Koncerty Charytatywne, podczas których wystąpiły takie gwiazdy jak Sława Przybylska czy Krzysztof Kolberger.
Podczas koncertów i w ramach liturgii, w parafii kierowanej przez ks. Szygendę wystąpiły słynne chóry z Kujaw i całej Polski, takie jak: Chór „Poznańskie Słowiki” pod batutą Stefana Stuligrosza, Chór bazyliki katedralnej z Łodzi (dyr. ks. Piotr Rycerski), Chór Uniwersytetu im. Kard. Stefana Wyszyńskiego (dyr. ks. Kazimierz Szymonik); i z zagranicy, m.in. Chór Filharmonii z Mohylewa, Chór z Oviedo czy tercet Vies Bonum z Białorusi. Podczas koncertów i w ramach liturgii, odbywają się też koncerty orkiestrowe.
Zbigniew Szygenda był protektorem dla uzdolnionych muzycznie dzieci spośród ministrantów i scholi parafialnej. Dzięki jego wstawiennictwu rozpoczęły studia na renomowanych uczelniach w kraju i w Niemczech.
Sam jest autorem kilku kompozycji i opracowań muzycznych, zawartych w publikacji wydanej z okazji 50-lecia jego kapłaństwa. Przygotował oprawę muzyczną na pielgrzymki papieża Jana Pawła II do Włocławka w 1991 roku i Lichenia w 1999 roku.

## Kaznodzieja
Zbigniew Szygenda jest doceniany z uwagi na wygłaszane przez siebie kazania. Niektóre z nich opublikował na łamach trzech publikacji wydanych w 2015, 2018 i 2020 roku.
W 2015 roku ks. Szygenda opublikował niektóre ze swoich mów w publikacji pt. Wiara rodzi się ze słuchania. Wybór kazań. Są to przemowy wygłaszane od końca XX wieku do momentu ich wydania, pogrupowane według kategorii: Adwent, Boże Narodzenie, Wiara, Maryjne, O świętych, Patriotyczne, Eschatologiczne, Okolicznościowe i Rekolekcyjne. Wśród kazań eschatologicznych zawarto egzorty z mszy pogrzebowych. Nie umieszczono w niej natomiast kazań z czasów walki z komunizmem. W przedmowie autor przyznaje, że niektóre z nich mogły się z czasem zdezaktualizować, ale należy je potraktować jako dokument epoki. Niektóre z nich nawiązują do bieżących wydarzeń życia religijnego, jak np. Wielki Jubileusz Roku 2000. Książka ta jest jednocześnie uhonorowaniem jubileuszu 70. urodzin proboszcza.
W 2018 roku ukazała się książka autorstwa Kazimierza Rulki pt. O Panie, to Ty na mnie spojrzałeś: 50 lat służby kapłańskiej ks. Zbigniewa Szygendy, wydana nakładem Włocławskiego Wydawnictwa Diecezjalnego z okazji jubileuszu 50-lecia kapłaństwa księdza, w której m.in. umieszczono kazania z okresu „Solidarności” oraz z lat 2015–2017, które nie mogły się znaleźć w ww. publikacji.
Trzecią i ostatnią część zbioru kazań ks. Szygendy opublikowano w 2020 r. pod tytułem To nie krzyż się chwieje, to świat się chwieje, nakładem Diecezjalnego Wydawnictwa Rolników. Zawarto w niej wybrane kazania proboszcza z lat 1998–2020. Autor określa publikację jako podsumowanie swojej przeszło 50-letniej posługi kapłańskiej i ponad 30-letniej pracy proboszcza Parafii Najświętszego Zbawiciela we Włocławku. Równocześnie wznowiono nakład pierwszych dwóch części zbioru.
W swoich kazań, Szygenda używa m.in. przypowieść i anegdoty. Nawiązuje do wydarzeń historycznych (np. okresu zaborów, II wojny światowej); współczesnych autorowi (np. morderstwa ks. Jerzego Popiełuszki, ataku na World Trade Center) i bieżących. Porusza tematy aktualnych problemów społecznych, takich jak emigracja czy wzrost uzależnień w społeczeństwie, zwłaszcza wśród młodzieży. Niezależnie od epoki, przypomina krzywdy wyrządzone Polsce przez ustrój komunistyczny, w tym w sferze ateizacji narodu. Szczególnie podkreśla zbrodnie popełniane przez urzędników Służby Bezpieczeństwa, których represji sam padł ofiarą. Komentuje konflikt polityczny, jaki trwa w Polsce po 1989 roku. Ksiądz Szygenda licznie nawiązuje do myślicieli chrześcijańskich, jak Jan Paweł II, Roman Brandstaetter czy ks. Jan Twardowski. Cytuje fragmenty Biblii, pisma autorstwa świętych (np. św. Pawła, Jana z Damaszku) i dokumenty religijne (encykliki, dokumenty soborowe, Katechizm Kościoła katolickiego). Przywołuje cytaty z twórczości artystów (m.in. Henryka Sienkiewicza, Adama Mickiewicza, Juliusza Słowackiego, Marii Pawlikowskiej-Jasnorzewskiej, Borisa Pasternaka, Fiodora Dostojewskiego, Anny German, Mieczysława Fogga, Eleni i in.).
Ks. Szygenda prowadzi nauki rekolekcyjne i misje w Polsce i w środowiskach polonijnych oraz w garnizonach wojska i policji.

## Uhonorowanie
W 1995 roku na prośbę biskupa Bronisława Dembowskiego ks. Szygenda został wyniesiony do godności Kapelana Jego Świątobliwości. W 2004 roku biskup Wiesław Mering dołączył go do grona kanoników honorowych kapituły katedralnej we Włocławku. 25 stycznia 2008 roku papież Benedykt XVI wyniósł go do godności prałata honorowego.
W 2001 roku odznaczono go Odznaką Honorową „Zasłużony Działacz Kultury”. W 2008 roku otrzymał Złoty Medal „Za zasługi dla obronności kraju”. W 2010 roku nadano mu Medal XXX-lecia Solidarności. 8 kwietnia 2018 roku, z okazji jubileuszu 50-lecia kapłaństwa, prezydent RP Andrzej Duda odznaczył go Złotym Krzyżem Zasługi. 25 października 2018 roku Krajowy Zjazd Delegatów NSZZ „Solidarność” nadał mu tytuł Zasłużonego dla NSZZ „Solidarność”. 7 stycznia 2020 r. z okazji 75. urodzin nadano mu odznaczenie “Zasłużony dla NSZZ Solidarność”.
W 2008 roku ks. Szygenda przewodził gronie parafian, którzy współpracowali z ks. Kazimierzem Rulką przy pracy nad publikacją pt. Parafia Najświętszego Zbawiciela we Włocławku, wydanej z okazji 50-lecia istnienia parafii. W przedmowie publikacji, biskup Wiesław Mering podkreślił zasługi ks. Szygendy. Wymienia m.in. sprawną służbę liturgiczną, zaangażowanie świeckich w liturgię, działalność szkolnych kół Caritas i świetlicy środowiskowej, przewodniczenie koła Anonimów Alkoholików. Docenił też zasługi proboszcza na polu muzycznym oraz w przewodniczeniu duszpasterstwa wojskowych, policji i straży miejskiej. W 2018 roku, z okazji jubileuszu 50-lecia kapłaństwa, ukazała się publikacja opisująca życiorys ks. Szygendy, z uwzględnieniem jego wszechstronnych zasług. Z okazji jego odejścia na emeryturę, Rada Parafialna wydała album okolicznościowy pt. 32 lata u Zbawiciela.
W kościele Najświętszego Zbawiciela we Włocławku znajduje się kilka upamiętnień kolejnych jubileuszów kapłaństwa ks. Szygendy. Jest to m.in. witraż przy kredencji, wykonany z okazji 30-lecia kapłaństwa ks. Szygendy w 1998 roku.